# SpiderTech powered by C10/2012
Deze pagina geeft een overzicht van de Team SpiderTech-C10 wielerploeg in  2012.

## Algemeen
Sponsors: SpiderTech
Manager: Josée Larocque
Ploegleiders: Steve Bauer, Kevin Field
Fietsmerk: Argon 18

## Renners
| Naam                     | Geboortedatum | Nationaliteit    | Ploeg 2011         |
| ------------------------ | ------------- | ---------------- | ------------------ |
| Ryan Anderson            | 22-07-1987    | Canada           |                    |
| Zachary Bell             | 14-11-1982    | Canada           |                    |
| David Boily              | 28-04-1990    | Canada           |                    |
| Guillaume Boivin         | 25-09-1989    | Canada           |                    |
| Flavio De Luna Davila    | 26-01-1990    | Mexico           |                    |
| Lucas Euser              | 05-12-1983    | Verenigde Staten |                    |
| Caleb Fairly             | 19-02-1987    | Verenigde Staten | Team HTC-High Road |
| Martin Gilbert           | 30-10-1982    | Canada           |                    |
| Hugo Houle               | 27-09-1990    | Canada           |                    |
| Raymond Künzli           | 01-09-1984    | Zwitserland      | Neo                |
| Keven Lacombe            | 12-07-1985    | Canada           |                    |
| Simon Lambert-Lemay      | 16-07-1990    | Canada           |                    |
| Jonathan Patrick McCarty | 24-01-1982    | Verenigde Staten |                    |
| François Parisien        | 27-04-1982    | Canada           |                    |
| Ryan Roth                | 10-01-1983    | Canada           |                    |
| Will Routley             | 23-05-1983    | Canada           |                    |
| Bjørn Selander           | 28-01-1988    | Verenigde Staten | Team RadioShack    |
| Brian Vandborg           | 04-12-1981    | Denemarken       | Saxo Bank-Sungard  |
| Charly Vives             | 10-09-1986    | Canada           |                    |

## Belangrijke overwinningen
- Tro Bro Léon

Winnaar: Ryan Roth
- Nationale kampioenschappen wielrennen

Canada - wegrit: Ryan Roth
- Ronde van Elk Grove

Eindklassement: François Parisien
2008 · 2009 · 2010 · 2011 · 2012